# Bahnhofsmission

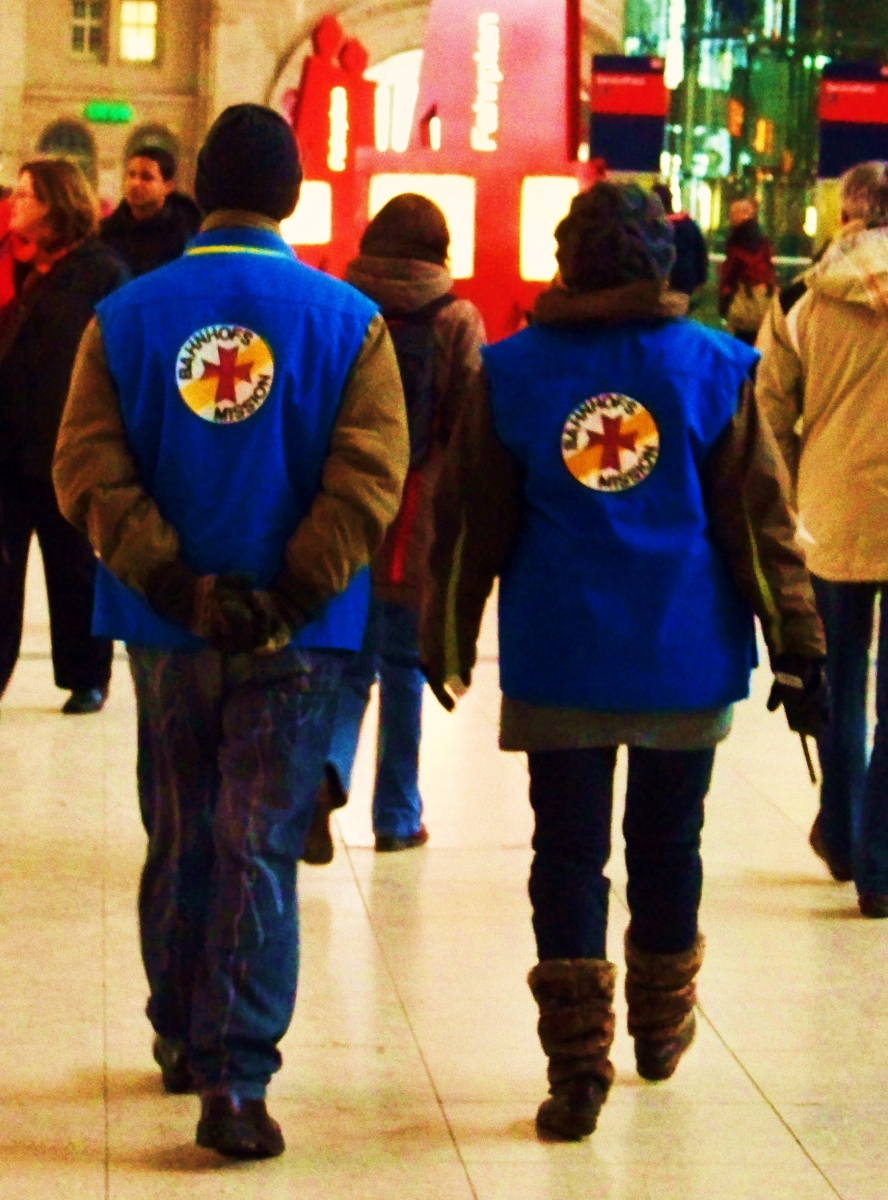
Mitarbeiter der Bahnhofsmission im Leipziger Hauptbahnhof

Die Bahnhofsmission (Bahnhofsozialdienst in Österreich) ist eine christliche Hilfsorganisation mit kostenlosen Anlaufstellen auf 105 Bahnhöfen in Deutschland.
Weitere Bahnhofsozialdienste mit ähnlichen Aufgabenfeldern bestehen in Frankreich, der Schweiz, im Vereinigten Königreich und weiteren Ländern Europas.

## Hilfsangebote
Die Bahnhofsmissionen in Deutschland bieten ihre Hilfe durch Rat und Tat grundsätzlich jedem Menschen anonym und kostenlos an und dies ggf. auch zu Tageszeiten, an denen andere soziale Hilfen nicht verfügbar sind. Das Hilfsangebot ist niederschwellig, für seine Nutzung sind weder bestimmte persönliche Voraussetzungen noch bestimmte Problemlagen erforderlich. Religiös motivierte Seelsorge steht nicht immer im Vordergrund, sondern eher praktische Handreichungen ungeachtet der eigenen Weltanschauung; gleichwohl sind Kreuz und Bibel durchaus in einer Bahnhofsmission zu finden.
Das Hilfsangebot variiert zum Teil sehr stark und reicht meist von kleineren Hilfen (Pflaster, Fahrplanauskünfte, Hilfe beim Ausfüllen von Antragsformularen, Kaffee) über Reisehilfen (für Blinde, ältere Menschen, Kranke und Behinderte, Menschen mit Kinderwagen, alleinreisende Kinder) bis hin zu verweisenden sozialen Hilfen (Vermittlung in Therapieeinrichtungen, Vermittlung an die zuständigen Ämter und Behörden, Vermittlung einer Unterkunft). Darüber hinaus werden praktische Hilfen angeboten, mitunter auch mehrsprachig, die Informationen zu den Einrichtungen des jeweiligen Bahnhofes wie Fundbüro, Schließfächer usw. beinhalten. Die Bahnhofsmission ruft außerdem den Notarzt bzw. die Polizei, wenn die Situation es erforderlich macht. Unterstützt werden außerdem Menschen in Notlagen, z. B. Verletzte, Bestohlene, aber auch Menschen, die sich ausruhen müssen, ein Kind wickeln oder stillen möchten, ihre Kleidung wechseln müssen oder keine andere Möglichkeit haben zu telefonieren.
Sofern örtlich gegeben, können in einigen Städten (z. B. in Fürth) alleinstehende, wohnungs- und mittellose Männer entweder über die Stadt als Kostenträger bis zu drei Tage in den Durchgangszimmern der Bahnhofsmission übernachten, oder, falls die Voraussetzungen erfüllt sind, auf Kosten des Regierungsbezirks dort bis zu eineinhalb Jahre wohnen bleiben.
Während einzelne Bahnhofsmissionen über ausgebildete Sozialarbeiter verfügen und dementsprechende Hilfen anbieten können, stehen anderen Bahnhofsmissionen ausschließlich ehrenamtliche Mitarbeiter zur Verfügung. Bahnhofsmissionen an größeren Orten beschäftigten darüber hinaus nebenberufliche Mitarbeiter und Mitarbeiter im Rahmen von Bürgerarbeit, eines Freiwilligen Sozialen Jahres (FSJ) oder des Bundesfreiwilligendienstes (BFD) und waren bis 2011 Einsatzorte von Zivildienstleistenden.
Über die bei weiten Bevölkerungsteilen bekannten Hilfen hinaus machen einige Bahnhofsmissionen spezielle Angebote, beispielsweise für Straßenkinder, Prostituierte und Senioren oder alleinreisende Kinder in den Zügen.

## Geschichte
Die Ursprünge des Gedankens der Bahnhofsmission geht auf die Bekämpfung von Mädchenhandel, Prostitution und sittlichen Gefahren für Mädchen zurück, die in England durch Josephine Butler in puritanisch-protestantischen Kreisen ihren Ursprung fand. 1877 wurde in Genf die protestantische Union Internationale des Amies de la jeune Fille gegründet. Wenig später wurde in Freiburg in der Schweiz von katholischer Seite die Association Catholique pour la Protection de la jeune Fille gegründet. Auch kam die Jewish Association for the Protection of Girls, Woman and Children zustande. 1884 wurde in Genf der erste Bahnhofsdienst eingerichtet. Ab 1884 begann die Union ein internationales Netz von „Freundinnen“ aufzubauen, die auf dem Bahnsteig und an Grenzübergangsstellen warteten, um alleinreisende Frauen zu betreuen.

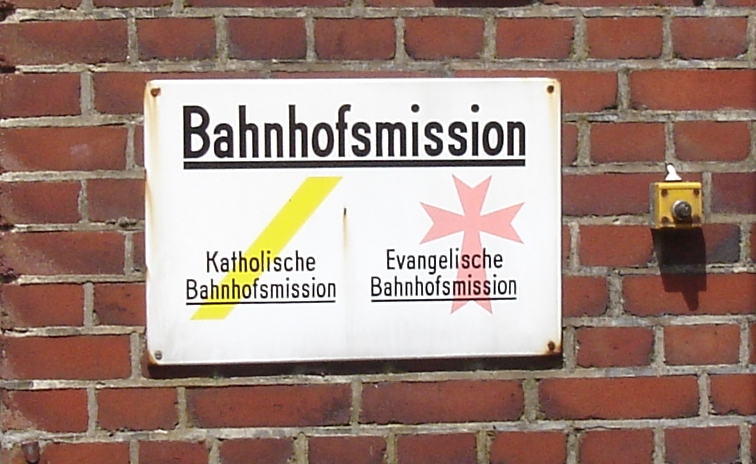
Eines von vielen Eingangsschildern

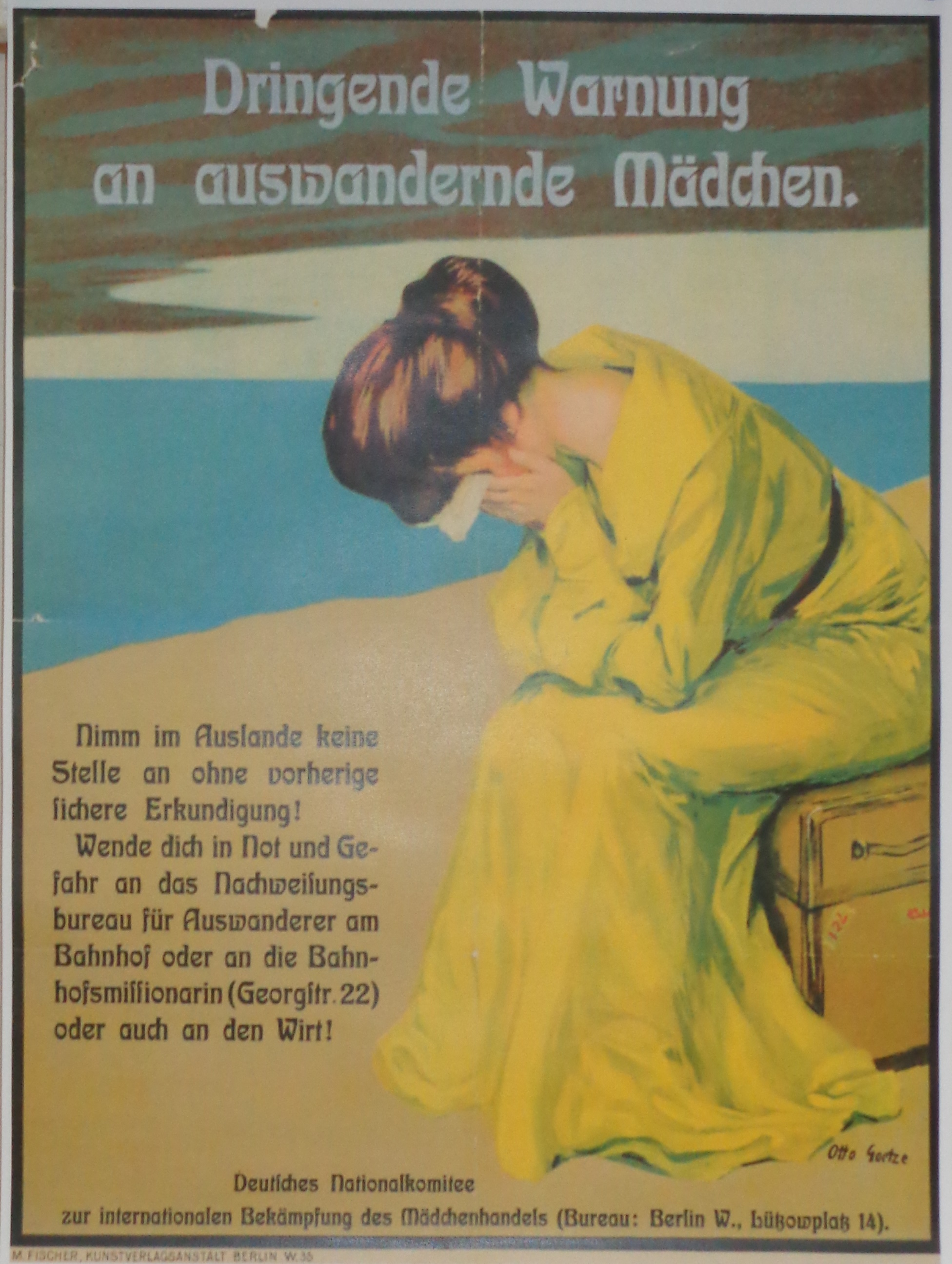
Historisches Plakat zur Prävention von Zwangsprostitution

### Geschichte der Bahnhofsmission in Deutschland
Die erste evangelische Bahnhofsmission wurde 1894 in Berlin durch den Pfarrer Johannes Burckhardt am heutigen Ostbahnhof gegründet. Die erste katholische Bahnhofsmission gründete Ellen Ammann 1897 in München. Ursprünglich wurde sie eingerichtet, um Frauen Schutz und Hilfe zu bieten, die im Zuge der Industrialisierung in die Städte zogen. Die Frauen suchten nach Möglichkeiten, ihren Lebensunterhalt als Arbeiterinnen in Fabriken der Metall- und Blechindustrie oder in Anstellungen als Dienstmädchen zu verdienen. Dabei gerieten viele Mädchen und junge Frauen an unseriöse Vermittler mit zweifelhaften Absichten, die ihnen Unterstützung zusicherten, was aber nicht selten in Ausbeutung und/oder Prostitution endete.
Bereits seit 1882 unterstützten Frauen in Deutschland ratsuchende Mädchen bei der Suche nach Arbeit und Unterkunft. Diese Frauen hatten sich nach dem Vorbild der aus der Schweiz stammenden Bewegung „Freundinnen junger Mädchen“ organisiert. In Zusammenarbeit mit lokalen Trägern wurden vor Ort erste Bahnhofsmissionen als Beistand für junge Frauen und gegen den Mädchenhandel gegründet.
Trägerverein der Evangelischen Deutschen Bahnhofsmission war der Internationale Verein der Freundinnen junger Mädchen unter der Protektion von Kaiserin Auguste Viktoria. Trägerverein der Katholischen Bahnhofsmission war der Deutsche Nationalverband der katholischen Mädchenschutzvereine. Auch der Jüdische Frauenbund war auf diesem Gebiet tätig.
Bereits einige Jahre später erweiterte die Bahnhofsmission das Angebot um allgemeine Hilfen für Reisende. In dieser Zeit betrieben die Evangelische und die Katholische Kirche strikt getrennte Bahnhofsmissionen. 1897 eröffnete in München die erste katholisch-evangelische Bahnhofsmission.
1910 wurde schließlich die Konferenz für Kirchliche Bahnhofsmission in Deutschland (KKBM) gegründet, die die Zusammenarbeit zwischen evangelischer und katholischer Bahnhofsmission verstärkte. Auf diese Weise entstand die erste und somit älteste ökumenische Struktur auf dem Gebiet der offenen sozialen Arbeit. 1911 warben die Bahnhofsmissionen in den Zugabteilen der 3. und 4. Klasse jedoch erstmals mit gemeinsamen Plakaten für ihre Arbeit. 1912 gab es in 90 deutschen Städten Bahnhofsmissionen.
Der Erste Weltkrieg brachte eine Zäsur: Der internationale Frauenhandel kam zum Erliegen und Deutschland fiel als Transitland für diese Zwecke aus. Neues Tätigkeitsfeld der Bahnhofsmissionsarbeit wurde die Betreuung Arbeitsloser und von Frauen, die als Munitionsarbeiterinnen in andere Städte verpflichtet wurden. Nach dem Weltkrieg betreuten die Bahnhofsmissionen Flüchtlinge, Vertriebene und zurückkehrende Soldaten. Erstmals wurden neben ehrenamtlichen Mitarbeitern, die von nun an verstärkt Fort- und Weiterbildungen erfuhren, auch hauptamtliche Arbeitskräfte in den Bahnhofsmissionen eingesetzt. In den Jahren vor der Machtergreifung waren es Landhelfer, alleinreisende Kinder und arbeitslose Jugendliche, auf die sich das Augenmerk der Bahnhofsmissionen am meisten richtete. Auf Grund der Gleichschaltung der Hilfsorganisationen und der Verdrängung der Arbeit konfessioneller Einrichtungen während der Zeit des Nationalsozialismus wurde die Arbeit der Bahnhofsmissionen massiv eingeschränkt. 1939 wurden die Bahnhofsmissionen in der Zeit des Nationalsozialismus endgültig verboten. Die Aufgaben übernahm die NS-Frauenschaft.
Bereits kurz nach dem Zweiten Weltkrieg nahmen einige Bahnhofsmissionen ihre Arbeit wieder auf, vielfach in provisorischen Unterkünften, beispielsweise in ausgedienten Eisenbahnwaggons auf den Bahnhofsgeländen.
Das zweite Verbot der Bahnhofsmissionen fand in den 1950er Jahren statt. Es betraf die Einrichtungen in der DDR unter dem Vorwurf der Spionage für den Westen; im Bereich der Deutschen Reichsbahn blieb allein die Station im Berliner Ostbahnhof bestehen.
Ab den 1960er Jahren erweiterten die Bahnhofsmissionen ihr Hilfsangebot in der Bundesrepublik verstärkt um Reisehilfen für ältere Menschen, denen es oftmals schwerfällt, allein umzusteigen. Während der 1970er Jahre gehören immer öfter Arbeitslose zur Klientel der Bahnhofsmissionen; sie vermitteln keine Arbeitsplätze, bieten aber Hilfe bei den unterschiedlichsten Folgeerscheinungen der Arbeitslosigkeit (z. B. Alkoholkrankheit, Überschuldung).
Ebenfalls ab den 1970er Jahren kamen Aussiedler und Asylbewerber zur Klientel hinzu.
Die Öffnung der innerdeutschen Grenze stellte eine besondere Herausforderung bei der Betreuung der Reisenden speziell an ehemaligen Grenzbahnhöfen dar. In der Folge wurden auch auf wichtigen Bahnhöfen in den neuen Bundesländern Büros eingerichtet, während sie an der nicht mehr existenten Grenze meist geschlossen wurden.

### Geschichte der Bahnhofsmissionen/Bahnhofsozialdienste in Österreich
Die Bahnhofsmission wurde als älteste Institution der Tiroler Caritas Anfang des 20. Jahrhunderts gegründet. Sie musste im Ersten Weltkrieg ihren Dienst einstellen. Nach dem Krieg nahmen die Bahnhofsmissionen die Arbeit wieder auf.
Wie in Deutschland war der Schwerpunkt der Arbeit damals der Schutz und die Betreuung von jungen Frauen, die vom Land auf der Suche nach Arbeit in die Stadt kamen und Unterkunft und Unterstützung brauchten.
Die Bahnhofsmissionen als katholische Einrichtung hatten nach der Machtübernahme der Nationalsozialisten das gleiche Schicksal wie die Bahnhofsmissionen im restlichen Deutschen Reich – auch in Österreich mussten sie schließen.
1946 bauten die Caritas-Socialis-Schwestern die Bahnhofsmission wieder auf. Die Folgen des Krieges bestimmten das Arbeitsbild (Übernachtungen, Essensausgabe, Hilfe für Frauen am Bahnhof usw.).
In den 50er Jahren verlor die Mädchenarbeit immer mehr an Bedeutung. Dagegen trat die Arbeit mit Obdachlosen, Arbeitssuchenden und Reisenden in den Vordergrund. 1975 wurde die Bahnhofsmission in den Bahnhofsozialdienst (BSD) umbenannt.
Infolge von Einsparungen musste der Bahnhofsozialdienst seine Erreichbarkeit rund um die Uhr immer weiter einschränken. Inzwischen stehen die verbliebenen Stationen Innsbruck Hbf und Salzburg Hbf nur noch zu normalen Geschäftszeiten zur Verfügung.

## Organisation in Deutschland
Die Bahnhofsmission wird gemeinsam von der evangelischen und katholischen Kirche mit ihren Organisationen Diakonie, Caritas und IN VIA sowie deren regionalen und lokalen Unterorganisationen betrieben.
Die Bahnhofsmissionen in Deutschland sind in folgenden Verbänden organisiert:
- Bahnhofsmission Deutschland e. V. (bundesweit, ökumenisch)
- Bundesarbeitsgemeinschaft der Katholischen Bahnhofsmissionen in Deutschland (bundesweit, katholisch)
- Verband der Deutschen Evangelischen Bahnhofsmission e. V. (bundesweit, evangelisch)
- Diözesan-/Landesverbände IN VIA Katholische Mädchensozialarbeit e. V. oder Diözesan-Caritasverbände (regional, katholisch)
- Landesgruppen der Evangelischen Bahnhofsmission (regional, evangelisch)

## Finanzierung
Die Arbeit der Bahnhofsmissionen wird überwiegend aus regionalen und städtischen Zuschüssen, kirchlichen Mitteln und aus direkten Spendenmitteln finanziert. Auf regionaler Ebene werden einige Bahnhofsmissionen beispielsweise von dem Regierungsbezirk, in dem die jeweilige Bahnhofsmission liegt, finanziell unterstützt (z. B. für Nürnberg der Regierungsbezirk Mittelfranken). Außerdem fördert die Deutsche Bahn die Arbeit der Bahnhofsmission u. a. durch die kostenlose Überlassung von Räumen.
Die Bahnhofsmission verfügt als einzige Institution über das Recht, ohne größeren Verwaltungsaufwand an Bahnhöfen in Deutschland Spenden zu sammeln.
Das breite Spektrum der Arbeit und die teilweise ausgedehnten Öffnungszeiten der Einrichtungen erfordert vorrangig den Einsatz von ehrenamtlichen Mitarbeitern, die etwa 90 Prozent der bundesweit über 2.000 in den Bahnhofsmissionen helfenden stellen.
Unter dem Motto EinFach spenden kennzeichnete die Deutsche Bahn im Jahr 2013 in elf Hauptbahnhöfen sowie zwei Berliner Bahnhöfen Gepäckschließfächer, deren Einnahmen komplett der Bahnhofsmission zugutekommen sollten.

## Partner und Förderer
- Bundesministerium für Familie, Senioren, Frauen und Jugend
- Bundesministerium für Arbeit und Soziales
- Europäischer Sozialfonds
- Deutsche Bahn AG
- rückenwind – Für Beschäftigte in der Sozialwirtschaft
- GlücksSpirale
- caritas
- Diakonie
- Evangelische Kirche in Deutschland
- Katholische Kirche in Deutschland
- TelefonSeelsorge
- Verein für Internationale Jugendarbeit
- SOS – Aide en gare
- Allianz pro Schiene